# Instytut Neofilologii Uniwersytetu Zielonogórskiego
Instytut Neofilologii Uniwersytetu Zielonogórskiego – jeden z 5 instytutów Wydziału Humanistycznego Uniwersytetu Zielonogórskiego. 

## Władze Instytutu
W kadencji 2020–2024:
| Stanowisko         | Imię i nazwisko          |
| ------------------ | ------------------------ |
| Dyrektor           | dr hab. Joanna Zawodniak |
| Zastępca Dyrektora | dr Agnieszka Kałużna     |

## Historia
Instytut Neofilologii powstał w 2006 roku na drodze połączenia Instytutu Filologii Wschodniosłowiańskiej, Nauczycielskiego Kolegium Języka Angielskiego oraz Nauczycielskiego Kolegium Języka Francuskiego. W 2009 roku Instytut otrzymał pozytywną ocenę Państwowej Komisji Akredytacyjnej.

## Kierunki studiów
Instytut Neofilologii prowadzi studia na następujących kierunkach:
- filologia angielska (studia I i II stopnia)
- filologia rosyjska (studia I i II stopnia)
- filologia romańska (studia I stopnia)
- komunikacja biznesowa w języku rosyjskim (studia I stopnia)
- komunikacja biznesowa w języku rosyjskim (studia I stopnia: oferta 30+)

## Struktura organizacyjna

### Zakład Anglistyki
Samodzielni pracownicy naukowi:
- dr Mariusz Kruk – kierownik Zakładu
- dr hab. Marek Smoluk
- dr hab. Leszek Szymański
- dr hab. Joanna Zawodniak

### Zakład Rusycystyki
Samodzielni pracownicy naukowi:
- dr Agnieszka Łazar – kierownik Zakładu
- dr Nel Bielniak
- dr hab. Małgorzata Łuczyk

### Pracownia Romanistyki
Samodzielni pracownicy naukowi:
- dr Elżbieta Jastrzębska - kierownik Pracowni
- prof. dr hab. Wiesław Malinowski